# Marc Rothemund
Marc Rothemund, né le 26 août 1968, est un réalisateur allemand de cinéma et de télévision.

## Carrière cinématographique
Fils du réalisateur Sigi Rothemund, il commence sa carrière comme assistant de son père. Ses premiers travaux sans son père sont pour la télévision. Son premier film de cinéma sera Das merkwürdige Verhalten geschlechtsreifer Großstädter zur Paarungszeit en 1998.
Son film Sophie Scholl : Les Derniers Jours en 2005 a été primé au Festival de Berlin le 19 février 2005 de l'Ours d'argent comme meilleur réalisateur, et de la récompense du Bernhard-Wicki-Filmpreis. Ce film a également été nommé pour l'Oscar du meilleur film en langue étrangère le 31 janvier 2006.

## Filmographie
- 1998 : Das merkwürdige Verhalten geschlechtsreifer Großstädter zur Paarungszeit
- 2000 : Ils ne pensent qu'à ça ! (Harte Jungs)
- 2001 : Die Hoffnung stirbt zuletzt (de) (TV)
- 2005 : Sophie Scholl : Les Derniers Jours (Sophie Scholl – Die letzten Tage )
- 2007 : Pornorama
- 2010 : Groupies bleiben nicht zum Frühstück (de)
- 2012 : Mann tut was Mann kann
- 2013 : La Fille aux neuf perruques (Heute bin ich blond)
- 2017 : Mein Blind Date mit dem Leben
- 2017 : Frères de cœur (Dieses bescheuerte Herz)
- 2020 : Es ist zu deinem Besten (de)
- 2023 : Wochenendrebellen (de)